# 牛耳风毛菊
牛耳风毛菊（学名：Saussurea woodiana）为菊科风毛菊属的植物，是中国的特有植物。分布在中国大陆的四川等地，生长于海拔3,000米至4,100米的地区，多生在山坡草地和山顶，目前尚未由人工引种栽培。